# Luitenant
Luitenant is een militaire rang in het leger. Het betekent, net als het woord stadhouder, plaatsvervanger. Het woord komt uit het Frans: lieu = plaats, tenir = houden.

## Nederland
In Nederland zijn er bij het leger van hoog naar laag de volgende militaire rangen met "luitenant" in de naam:
- Luitenant-generaal, de op een na hoogste generaalsrang
- Luitenant-kolonel of overste, plaatsvervanger van de kolonel
- Eerste luitenant
- Tweede luitenant

De term "luitenant" op zich is de verzamelnaam voor de laatste twee.